# 淮海路 (上海)

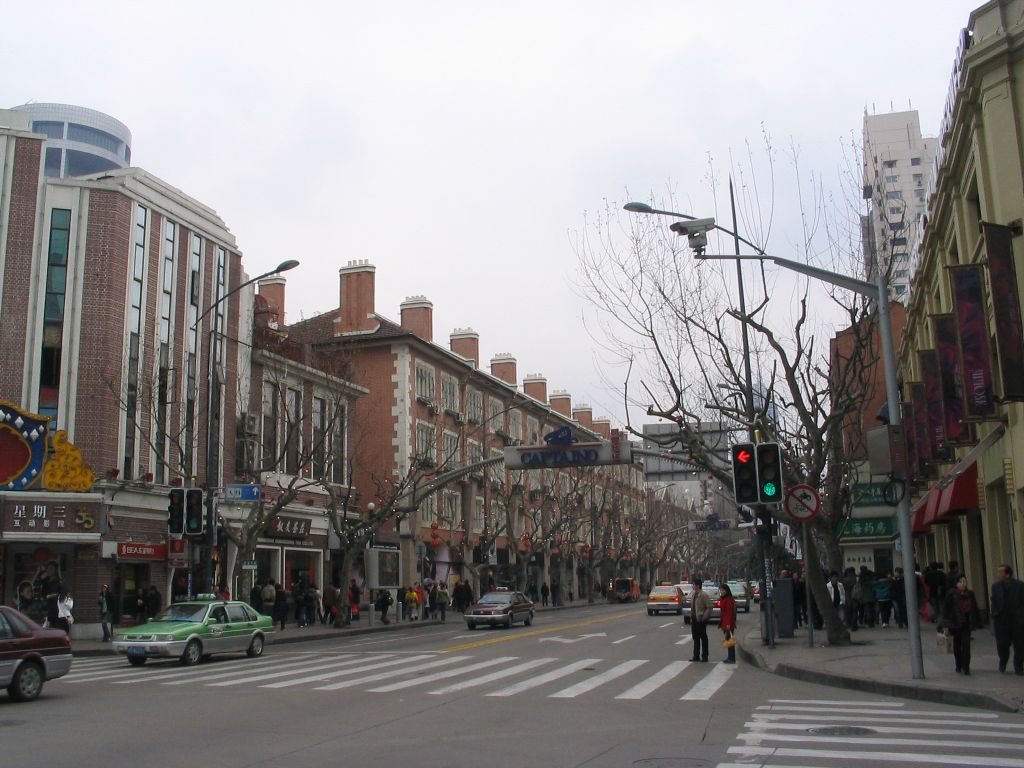
淮海路

淮海路（わいかいろ、ホワイハイルー、拼音: Huáihǎi Lù）は上海の中心的な繁華街の一つ。
広義の淮海路は人民路から西蔵南路までの淮海東路、西蔵南路から崋山路までの淮海中路、崋山路から虹橋路までの淮海西路の三つを含む。淮海東路は373メートル、淮海西路は1506メートルである。終端は越境路まで続いている。淮海西路と淮海東路は淮海中路に繋がっているが一本道とは言えず、中路と東西路は趣が異なる。
一般的には淮海中路を淮海路と呼ぶ。淮海路は西蔵南路、崋山路の間の5500メートルの区間のことを言う。路に沿って並木が植えられている。元々この路はフランス租界の主要道路の一本であった。東部はフランス租界の最大の土地となっており、中国人が商業、住宅区を形成していた。1914年まではこの範囲での開発のみだったが、その後1920年代に入るとその後フランス租界は西へと拡張されていき、大規模な高級住宅区を形成した。白系ロシア人が到来するとこの商店街は勢いを増して発展し、賑やかで高尚な商店街へと変わっていった。
現在でも多くのデパートが見られ、高級料理店やブティックが並ぶ。南京路と比べてもより小洒落た雰囲気になっている。外資系の大型店舗も多く出店しており、日本の企業では伊勢丹が出店していた。
この路の南部には衡山路があり、高級なフランス住宅街になっている。
この路に沿って地下鉄が通っており、一大会址・黄陂南路駅、陝西南路駅、常熟路駅の三つの駅がある。
座標: 北緯31度13分04秒 東経121度27分40秒 / 北緯31.21778度 東経121.46111度